# Roy Acuff
Roy Claxton Acuff (15 de septiembre de 1903, Maynardville, Tennessee - 23 de noviembre de 1992, Nashville, Tennessee) fue un violinista, letrista y cantante estadounidense.
Se dedicó a la música después de una profesión malograda en el béisbol, ganando inmediata popularidad con sus discos "The Great Speckled Bird" y "The Wabash Cannonball". Reafirmando las melancólicas tradiciones musicales del suroeste rural, se convirtió en una estrella nacional de radio en el programa radial Grand Ole Opry.
En 1942, Acuff y el autor de letras Fred Rose fundaron la casa discográfica Acuff-Rose Publishing, la primera disquera dedicada exclusivamente a la producción de música country, controlando los derechos del gran artista Hank Williams. En 1962 fue elegido como el primer miembro en vida del Salón de la Fama del Country. Murió de un infarto al corazón.